# Liste des titres de Kim Jong-il
Pour un article plus général, voir Kim Jong-il.

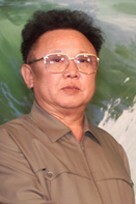
Kim Jong-il le 2 novembre 2009.

Lorsque Kim Jong-il, l'ancien dirigeant de la république populaire démocratique de Corée (Corée du Nord), est mentionné dans les publications et les médias Nord-Coréens, il n'est pas simplement désigné par son nom. Au moins un titre spécial est utilisé et son nom est accentué par une police grasse spéciale, par exemple : « Le Grand dirigeant, le Camarade Kim Jong-il donne des conseils sur place au complexe mécanique de Ragwon ».
Le titre de « président de la Commission de Défense nationale » était plus utilisé que celui de « secrétaire général » signe de l’importance de l’armée.
Les titres en eux-mêmes sont développés par le comité central du Parti du travail de Corée.
La même chose s'appliquait au père de Kim Jong-il, Kim Il-sung, qui dirigea la Corée du Nord de 1948 à 1994. Des savants[Qui ?] ont collecté la liste suivante des titres de Kim Jong-il,.

## Liste
| Coréen                                                    | Français                                                                                     | Commentaire |
| --------------------------------------------------------- | -------------------------------------------------------------------------------------------- | --- |
| 당중앙                                                    | Centre du Parti                                                                              | Le premier des titres de Kim Jong-il. Utilisé jusqu'en 1973, après qu'il est secrètement désigné comme successeur de son père et jusqu'à ce que cela soit officiellement annoncé afin de mentionner Kim Jong-il dans la presse sans l'appeler par son nom. |
| 웃분                                                      | Personnage supérieur                                                                         | Utilisé depuis le milieu des années 1970. |
| 친애하는 지도자                                           | Cher dirigeant                                                                               | Le plus commun durant la présidence de Kim Il-sung. |
| 존경하는 지도자                                           | Dirigeant respecté                                                                           | Utilisé depuis le milieu des années 1970. |
| 현명한 지도자                                             | Dirigeant sage                                                                               | Utilisé depuis le milieu des années 1970. |
| 영명하신 지도자                                           | Brillant dirigeant                                                                           | Utilisé depuis le milieu des années 1970. |
| 유일한 지도자                                             | Dirigeant unique                                                                             | Utilisé depuis juin 1975. |
| 령도자가 갖추어야 할 풍모를 완벽하게 지닌 친애하는 지도자 | Cher dirigeant, qui est l'incarnation parfaite de l'apparence que devrait avoir un dirigeant | Utilisé dans le milieu des années 1980 à des occasions spéciales. |
| 최고사령관                                                | Commandant en chef                                                                           | Mentionné pour la première fois dans le milieu des années 1980 avant que Kim Jong-il ne soit officiellement nommé commandant en chef de l'armée populaire de Corée.                                                                                        |
| 위대한 령도자                                             | Grand dirigeant                                                                              | Le plus commun des titres de Kim Jong-il. |
| 인민의 어버이                                             | Père du Peuple                                                                               | Utilisé depuis février 1986. |
| 공산주의 미래의 태양                                      | Soleil de l'avenir communiste                                                                | Utilisé depuis le milieu des années 1980. |
| 백두광명성                                                | Étoile brillante du mont Paektu                                                              | Utilisé depuis le milieu des années 1980. |
| 향도의 해발                                               | Guide des rayons du soleil                                                                   | Utilisé depuis le milieu des années 1980. |
| 혁명무력의 수위                                           | Dirigeant des forces armées révolutionnaires                                                 | Utilisé depuis le 21 décembre 1991, lorsque Kim Jong-il devint commandant-en-chef de l'armée populaire de Corée. |
| 조국통일의 구성                                           | Garantie de l'unification de la Patrie                                                       | Utilisé depuis le 21 décembre 1991, lorsque Kim Jong-il devint commandant-en-chef de l'armée populaire de Corée. |
| 조국 통일의 상징                                          | Symbole de l'unification de la Patrie                                                        | Utilisé depuis le 21 décembre 1991, lorsque Kim Jong-il devint commandant-en-chef de l'armée populaire de Corée. |
| 민족의 운명                                               | Destin de la Nation                                                                          | Utilisé depuis le 21 décembre 1991, lorsque Kim Jong-il devint commandant-en-chef de l'armée populaire de Corée. |
| 자애로운 아버지                                           | Père bien-aimé                                                                               | Utilisé depuis le 21 décembre 1991, lorsque Kim Jong-il devint commandant-en-chef de l'armée populaire de Corée. |
| 당과 국가와 군대의 수위                                   | Leader du Parti, du pays, et de l'Armée                                                      | Utilisé depuis le 21 décembre 1991, lorsque Kim Jong-il devint commandant-en-chef de l'armée populaire de Corée. |
| 수령                                                      | Dirigeant                                                                                    | Devint commun après la mort de Kim Il-sung. |
| 장군                                                      | Général                                                                                      | Un des titres les plus communs. Utilisé depuis 1994. |
| 우리당과 우리 인민의 위대한 령도자                        | Grand dirigeant de notre Parti et de notre Nation                                            | Utilisé depuis 1994. |
| 위대한 장군님                                             | Grand général                                                                                | Utilisé depuis 1994. |
| 경애하는 장군님                                           | Général aimé et respecté                                                                     | Utilisé depuis 1994. |
| 위대한 수령                                               | Grand dirigeant                                                                              | Lorsque Kim Il-sung était en vie, ce titre était utilisé uniquement pour se référer à lui. |
| 경애하는 수령                                             | Dirigeant aimé et respecté                                                                   | Lorsque Kim Il-sung était en vie, ce titre était utilisé uniquement pour se référer à lui. |
| 백전백승의 강철의 령장                                    | Commandant invaincu à la volonté de fer                                                      | Utilisé depuis 1997, après la fin du deuil de trois années en l'honneur de Kim Il-sung. |
| 사회주의 태양                                             | Soleil du Socialisme                                                                         | Utilisé depuis 1997, après la fin du deuil de trois années en l'honneur de Kim Il-sung. |
| 민족의 태양                                               | Soleil de la Nation                                                                          | Utilisé depuis 1997, après la fin du deuil de trois années en l'honneur de Kim Il-sung. |
| 삶의 태양                                                 | Grand soleil de la Vie                                                                       | Utilisé depuis 1997, après la fin du deuil de trois années en l'honneur de Kim Il-sung. |
| 민족의 위대한 태양                                        | Grand soleil de la Nation                                                                    | Utilisé depuis 1999, après que la nouvelle constitution de la RPDC a été adoptée en 1998. |
| 민족의 어버이                                             | Père de la Nation                                                                            | Utilisé depuis 1999, après que la nouvelle constitution de la RPDC a été adoptée en 1998. |
| 21세기의 세계 수령                                        | Dirigeant mondial du XXIe siècle                                                             | Utilisé depuis 2000. |
| 불세출의 령도자                                           | Dirigeant hors pair                                                                          | Utilisé depuis 2000. |
| 21세기 차란한 태양                                        | Soleil brillant du XXIe siècle                                                               | Utilisé depuis 2000. |
| 21세기 위대한 태양                                        | Grand soleil du XXIe siècle                                                                  | Utilisé depuis 2000. |
| 21세기 향도자                                             | Dirigeant du XXIe siècle                                                                     | Utilisé depuis 2000. |
| 희세의 정치가                                             | Politicien hors du commun                                                                    | Utilisé depuis 2000. |
| 천출위인                                                  | Grand homme descendu du ciel                                                                 | Utilisé depuis 2000. |
| 천출명장                                                  | Glorieux général descendu du ciel                                                            | Utilisé depuis 2000. |
| 민족의 최고영수                                           | Dirigeant suprême de la Nation                                                               | Utilisé depuis 2000. |
| 주체의 찬란한 태양                                        | Soleil éclatant du Juche                                                                     | Utilisé depuis 2000. |
| 당과 인민의 수령                                          | Dirigeant du Parti et du Peuple                                                              | |
| 위대한 원수님                                             | Grand maréchal                                                                               | |
| 무적필승의 장군                                           | Général invincible et toujours triomphant                                                    | |
| 경애하는 아버지                                           | Cher Père                                                                                    | |
| 21세기의 향도성                                           | Guide du XXIe siècle                                                                         | |
| 실천가형의 위인                                           | Grand homme de haut-faits                                                                    | |
| 위대한 수호자                                             | Grand défenseur                                                                              | |
| 구원자                                                    | Sauveur                                                                                      | |
| 혁명의 수뇌부                                             | Cerveau de la Révolution                                                                     | |
| 혁명적 동지애의 최고화신                                  | Personnification supérieure de l'amitié fraternelle révolutionnaire                          | |
| 각하                                                      | Son Excellence                                                                               | |
| 영원한 당 총비서                                          | Secrétaire général éternel du Parti                                                          | Depuis avril 2012. |

## Sources
- (en) Cet article est partiellement ou en totalité issu de l’article de Wikipédia en anglais intitulé « List of Kim Jon-il's titles » (voir la liste des auteurs).

- (ru) Cet article est partiellement ou en totalité issu de l’article de Wikipédia en russe intitulé « Список титулов Ким Чен Ира » (voir la liste des auteurs).